# I Feel Loved
I Feel Loved è un singolo del gruppo musicale britannico Depeche Mode, pubblicato nel il 30 luglio 2001 come secondo estratto dal decimo album in studio Exciter.

## Descrizione
Il brano è stato suonato solo nel The Exciter Tour ma non in tutte le date. Il lato B del singolo è una cover di Dirt degli Stooges, successivamente inserita anche nella colonna sonora del film del 2002 Resident Evil.

## Video musicale
Il video è stato girato a Chinatown a Los Angeles sotto la regia di John Hillcoat e mostra il gruppo suonare in un club con un pubblico in gran parte femminile; intanto in quel club entrano dei poliziotti con i loro pastori tedeschi.

## Tracce
Testi e musiche di Martin L. Gore, eccetto dove indicato.
CD – parte 1 (Australasia, Europa)
1. I Feel Loved (Single Version) – 3:41
2. Dirt (Single Version) – 5:00 (The Stooges)
3. I Feel Loved (Extended Instrumental) – 8:28

CD – parte 2 (Europa)
1. I Feel Loved (Danny Tenaglia's Labor of Love Edit) – 7:59
2. I Feel Loved (Thomas Brinkmann Mix) – 5:29
3. I Feel Loved (Chamber's Remix) – 6:16
4. In the Studio with Mark Bell & Gareth Jones (Video) – 0:30
5. First Exciter Photo Shoot with Anton Corbijn (Video) – 0:30
6. Second Exciter Photo Shoot with Anton Corbijn (Video) – 0:30
7. At the Video Shoot with Stephane Sedoui (Video) – 0:30

CD (Benelux)
1. I Feel Loved (Single Version) – 3:41
2. I Feel Loved (Danny Tenaglia's Labor of Love Edit) – 7:59

CD (Canada)
1. I Feel Loved (Single Version) – 3:37
2. Dirt – 4:58 (The Stooges)

12" – parte 1 (Europa)
- Lato A

1. I Feel Loved (Danny Tenaglia's Labor of Love Edit) – 7:54

- Lato B

1. I Feel Loved (Danny Tenaglia's Labor of Love Dub) – 11:49

12" – parte 2 (Europa)
- Lato A

1. I Feel Loved (Umek Mix) – 8:09

- Lato B

1. I Feel Loved (Thomas Brinkmann Remix) – 5:24
2. I Feel Loved (Chamber's Remix) – 6:17

12" (Stati Uniti)
- Lato A

1. I Feel Loved (Danny Tenaglia's Labor of Love Edit) – 7:57

- Lato B

1. I Feel Loved (Thomas Brinkmann Remix) – 5:28
2. I Feel Loved (Chamber's Remix) – 6:17

- Lato C

1. I Feel Loved (Danny Tenaglia's Labor of Love Instrumental) – 13:42

- Lato D

1. I Feel Loved (Extended Instrumental) – 8:28
2. Dirt – 4:57

## Formazione
Hanno partecipato alle registrazioni, secondo le note di copertina di Exciter:
Gruppo
- Dave Gahan – voce
- Martin Gore – strumentazione, voce
- Andrew Fletcher – strumentazione

Altri musicisti
- Airto Moreira – percussioni

Produzione
- Mark Bell – produzione, drum machine
- Gareth Jones – ingegneria del suono, pre-produzione, produzione aggiuntiva
- Paul Freegard – pre-produzione, produzione aggiuntiva
- Steve Fitzmaurice – missaggio
- Boris Aldridge – assistenza tecnica (Londra)
- Andrew Davies – assistenza tecnica (Londra)
- Andrew Griffiths – assistenza tecnica (Londra)
- Nick Sevilla – assistenza tecnica (Santa Barbara)
- Lisa Butterworth – assistenza tecnica (Santa Barbara)
- Jonathan Adler – assistenza tecnica (New York)
- Alissa Myhovwich – assistenza tecnica (New York)
- James Chang – assistenza tecnica (New York)
- Mike Marsh – mastering
- Anton Corbijn – fotografia, copertina, direzione artistica
- Form – design

## Classifiche
| Classifica (2001)                 | Posizione massima |
| --------------------------------- | ----------------- |
| Austria                           | 44                |
| Belgio (Fiandre)                  | 57                |
| Belgio (Vallonia)                 | 24                |
| Canada                            | 8                 |
| Danimarca                         | 6                 |
| Finlandia                         | 17                |
| Francia                           | 39                |
| Germania                          | 9                 |
| Irlanda                           | 27                |
| Italia                            | 5                 |
| Paesi Bassi                       | 64                |
| Regno Unito                       | 12                |
| Spagna                            | 4                 |
| Stati Uniti (dance club)          | 1                 |
| Stati Uniti (dance singles sales) | 4                 |
| Svezia                            | 16                |
| Svizzera                          | 64                |